# Möhnekatastrophe

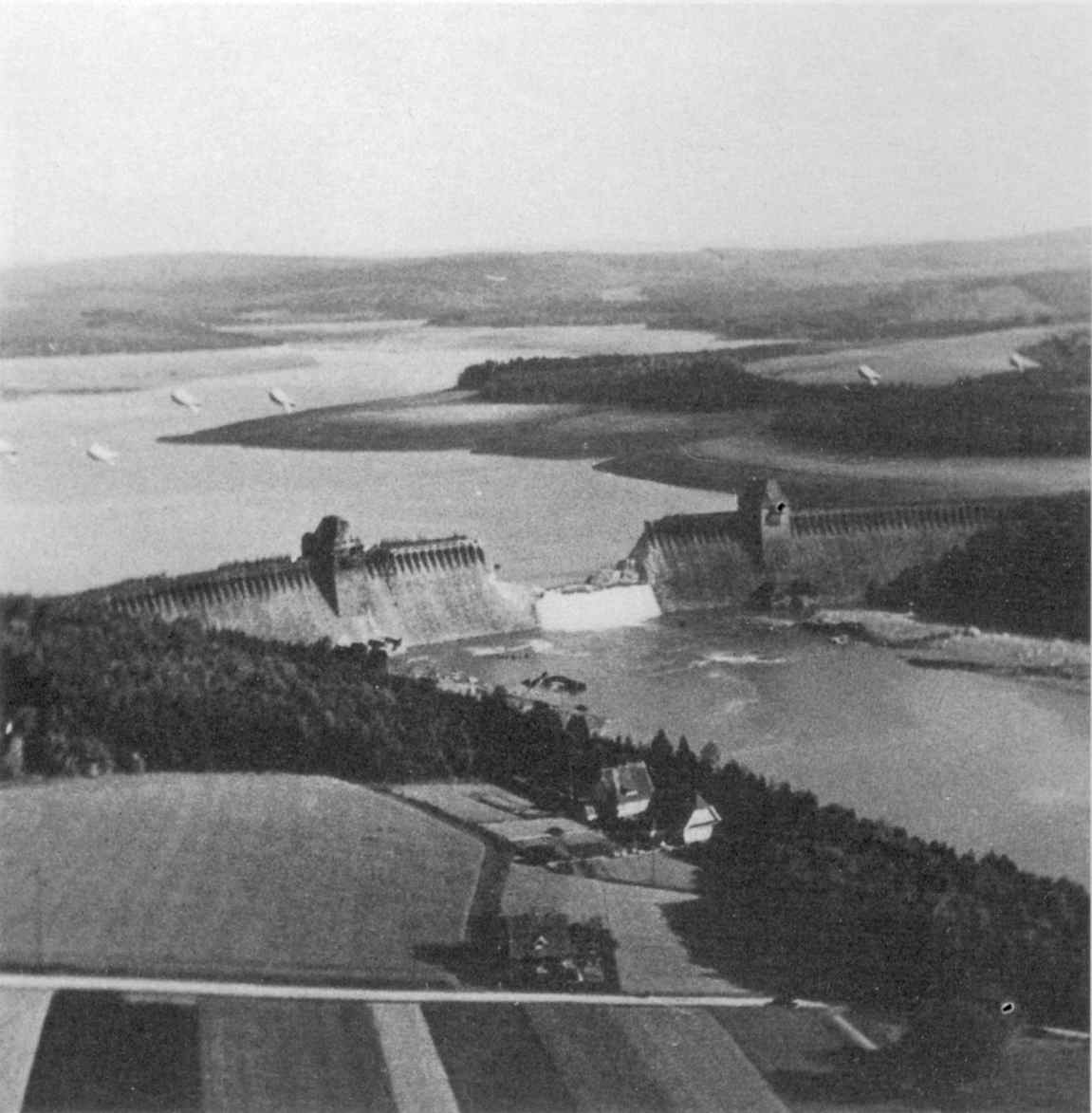
Möhnetalsperre nach dem Angriff. Auf dem Bild sind auch sechs Sperrballons zur Fliegerabwehr sichtbar.

Möhnekatastrophe bezeichnet die Folgen der Zerstörung der Möhnetalsperre im Kreis Soest (Nordrhein-Westfalen) durch die Operation Chastise der Royal Air Force in der Nacht vom 16. auf den 17. Mai 1943.
Das durch das in die Sperrmauer gesprengte Loch austretende Wasser wälzte sich als Flutwelle durch die Täler von Möhne und Ruhr, wo sie große Zerstörungen anrichtete. Zahlreiche Menschen kamen ums Leben. Das Ziel, die Rüstungsproduktion im Ruhrgebiet nachhaltig zu behindern, wurde nicht erreicht. Die deutschen Behörden hatten die Gefahr eines Angriffs auf die Talsperre unterschätzt und daher unzureichende Verteidigungs- und sonstige Vorsorgemaßnahmen getroffen. Die Zerstörungen waren in Neheim besonders groß. Die meisten der dortigen Opfer waren eingeschlossene Zwangsarbeiter. Die NS-Propaganda versuchte, die Katastrophe für eine antisemitische Kampagne zu nutzen.

## Talsperre und Umgebung

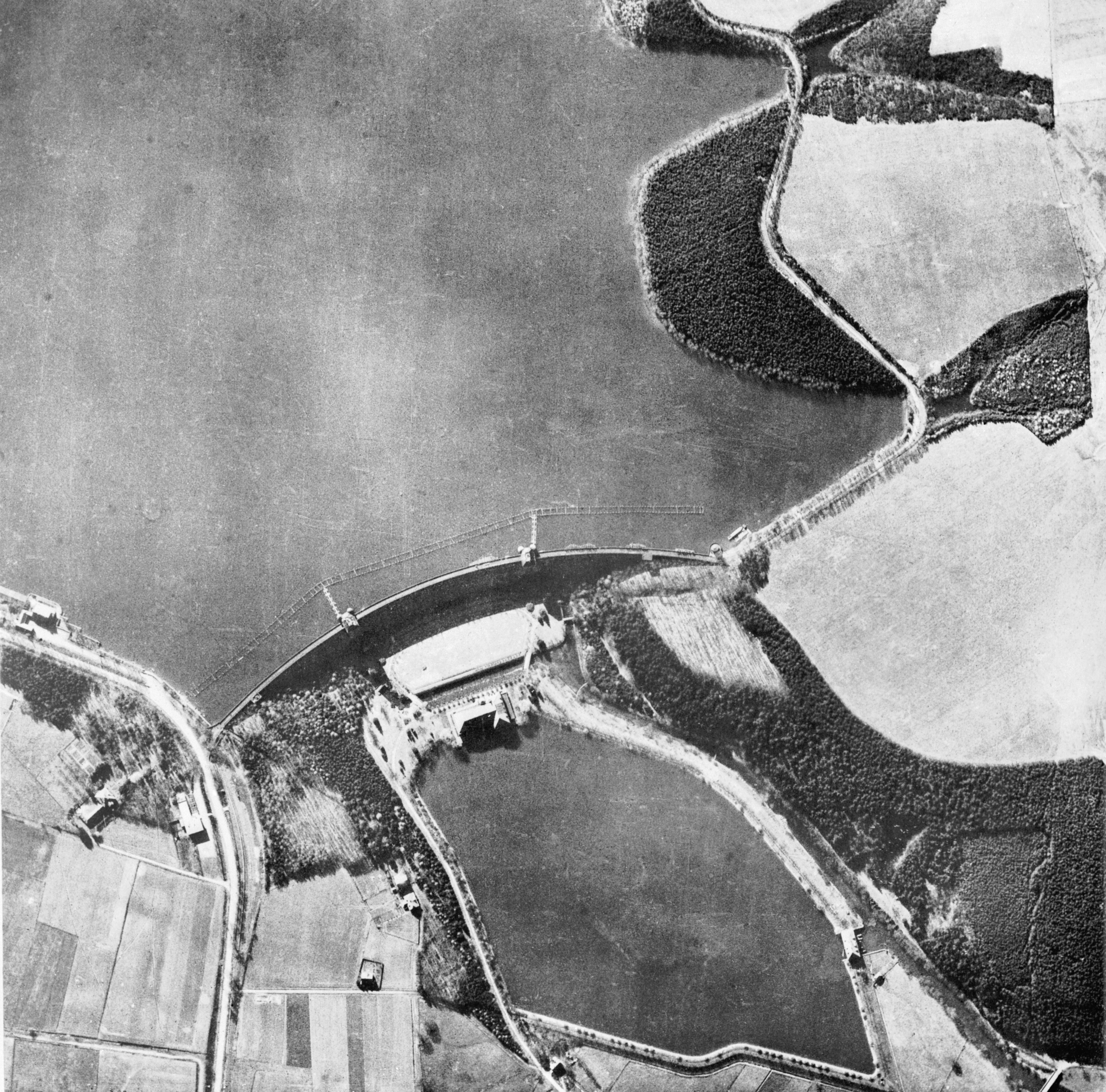
Die Mauer der Möhnetalsperre vor der Zerstörung

Der Möhnesee wurde zwischen 1908 und 1913 vom Ruhrtalsperrenverein zur Versorgung des Ruhrgebiets mit Trink- und Brauchwasser für die Bevölkerung und für die Industrie erbaut. Die Talsperre hat ein Fassungsvermögen von 130 Millionen m³. Die Staumauer ist 650 m lang, 40,3 m hoch und hat eine Sohlenbreite von 34,2 m. Sie dient dazu, das Wasser in den Tälern der Möhne und Heve aufzustauen. Neben der Wasserversorgung wurde der See seit der Weimarer Republik zu einem beliebten Ausflugsziel und es entstand eine vielfältige touristische Infrastruktur.
Unterhalb der Sperrmauer lagen im Tal der Möhne einige Ortschaften und das ehemalige Kloster Himmelpforten. Die erste größere Stadt war Neheim. Neben Wohngebäuden lagen im dortigen Abschnitt des Möhnetals verschiedene Industriebetriebe. Die bedeutende Metallindustrie der Stadt fertigte seit Kriegsbeginn auch Munition und andere Rüstungsprodukte. Es blieb aber auch die Friedensindustrie in beachtlichen Umfang erhalten. Die Einberufung zum Militär führte zu einem im Kriegsverlauf wachsenden Arbeitskräftemangel. Neben einigen Kriegsgefangenen wurden immer mehr Zwangsarbeiterinnen und Zwangsarbeiter eingesetzt. Anfangs waren diese noch an verschiedenen Stellen der Stadt untergebracht, bis 1942 der Bau des Zwangsarbeiterlagers Möhnewiesen im Möhnetal in der Nähe der Fabriken erfolgte. Anfangs für 700 Personen konzipiert, beherbergte das Lager im Mai 1943 zwischen 1200 und 1500 vorwiegend Zwangsarbeiterinnen aus Osteuropa. Kurz hinter der Stadt Neheim mündet die Möhne in die Ruhr.

## Schutzmaßnahmen
Erste Luftangriffe auf Neheim erfolgten bereits 1940. Von verschiedenen Seiten, insbesondere vom Vorsitzenden des Ruhrtalsperrenvereins, dem Essener Oberbürgermeister Just Dillgardt, wurde immer wieder ein besserer Schutz der Staumauer gefordert. Die Gesuche gingen bis zu oberen Stellen der Wehrmacht. Der Ruhrtalsperrenverein machte nachdrücklich auf die strategische Bedeutung der Talsperre aufmerksam, ohne bei den zuständigen Behörden der Wehrmacht in Münster auf Gehör zu stoßen. Der Vorschlag zur Senkung des Wasserstands, um die Gefahr zu begrenzen, wurde von den Verantwortlichen abgelehnt. Der Arnsberger Regierungspräsident verwies nach der Katastrophe darauf, dass Angriffe auf Talsperren bereits in der Vorkriegszeit diskutiert worden seien. Er warf den militärischen Dienststellen Versagen vor, weil sie dennoch nicht ausreichend gehandelt hätten. Militärische Experten hätten die Staumauer als nicht durch Bombenangriffe zerstörbar eingeschätzt. Man ging bei einem Angriff mit herkömmlichen Bomben nur von einem Schaden von 7 m Breite und 6,7 m Tiefe aus; dies hätte zwar ein beachtliches Hochwasser, aber keine Flutkatastrophe ausgelöst.

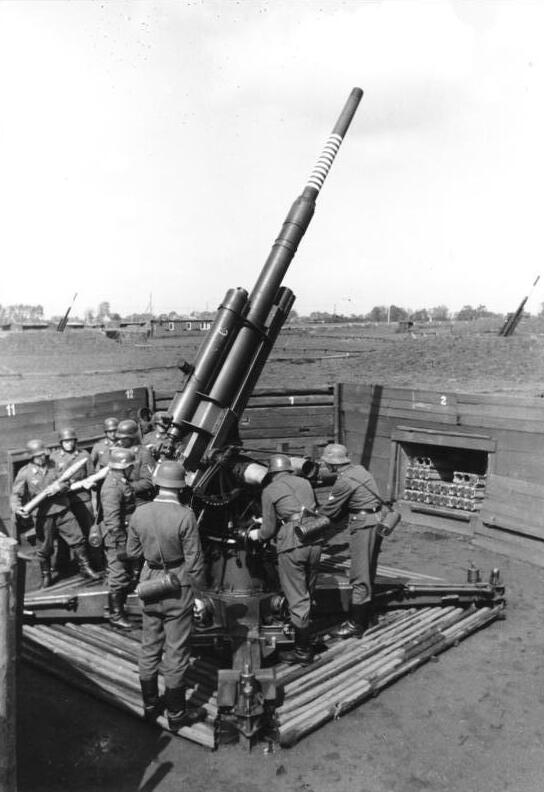
Erst auf Betreiben Dillgardts wurden 1940 erste Sicherungsmaßnahmen an der Möhnetalsperre ergriffen. An der Eder- und Sorpetalsperre unterblieb dies auch weiterhin. Die ursprünglich eingesetzte schwere Flak auf dem Möhnedamm wurde vor dem Angriff abgezogen. (Das Bild einer Flakstellung wurde nicht an der Möhnetalsperre aufgenommen).

Infolgedessen waren die Vorbereitungen zur Abwehr eines möglichen Angriffs mangelhaft. Zu Kriegsbeginn waren dort Flakgeschütze mit den zugehörigen Scheinwerfern stationiert. Diese Einheiten wurden 1940 im Zusammenhang mit dem Angriff auf Frankreich abgezogen. Von Herbst 1940 bis ins Frühjahr 1942 wurde leichte Flak an der Staumauer eingesetzt, die man aber während des Sommers wieder abzog. Im Herbst wurde die Flak erneut auf der Mauer stationiert. Es handelte sich um eine leichte 2-cm-Flak. Vom Frühjahr bis zum Herbst 1942 ließ man zum Schutz Sperrballone steigen. Zu Beginn des Jahres 1943 wurden hinter der Mauer Torpedoschutznetze ausgebracht. Abgezogen wurde ein Vernebelungskommando. Die zeitweise vorhandene schwere Flak wurde kurz vor dem Angriff durch leichte Flak ersetzt. Kurz vor dem Angriff wurden die Schutzmaßnahmen weiter verringert, so dass es zum Zeitpunkt des Angriffes nur sechs Geschütze gab. Sie standen am Ende der Sperrmauer, unterhalb der Talsperre und auf den Türmen der Sperrmauer. Außerdem versuchte man, durch das Aufstellen künstlicher Bäume die Mauer zu tarnen. Nachtjäger standen zum Schutz der Anlage nicht bereit. Insgesamt waren die Abwehrmaßnahmen mangelhaft.
Es gab keinen Notfallplan und nur ein mangelhaftes Warnsystem. Ein Wächter sollte eine Leitstelle im Postamt in Soest anrufen. Von dort sollten die betroffenen Gemeinden gewarnt werden. Bei dem Angriff wurden allerdings auch die Telefonleitungen zerstört, so dass zunächst keine offizielle Warnung hinausgehen konnte. Der Wächter musste erst ein anderes Telefon suchen, um die Leitstelle zu erreichen. Als diese schließlich in Neheim anrief, stand die dortige Polizeiwache bereits unter Wasser. Nach dem Krieg behauptete der zuständige Beamte bei der Bezirksregierung in Arnsberg, dass es regelmäßige Planspiele und Alarmübungen mit der Bevölkerung gegeben habe, was wohl nicht den Tatsachen entsprach.

## Angriff
Bereits seit 1937 gab es bei der Royal Air Force Planungen, im Falle eines Krieges mit dem nationalsozialistischen Deutschland die Talsperren in Deutschland zu zerstören. Barnes Wallis entwickelte seit 1938 zu diesem Zweck einen speziellen zylindrischen Typ einer Rollbombe, weil herkömmliche Bomben dafür nicht geeignet waren. Diese neue Bombe sollte zunächst über die Wasseroberfläche springen, kurz vor der Sperrmauer in die Tiefe sinken und in etwa 9 m Tiefe, wo die Staumauern statisch am schwächsten sind, explodieren.

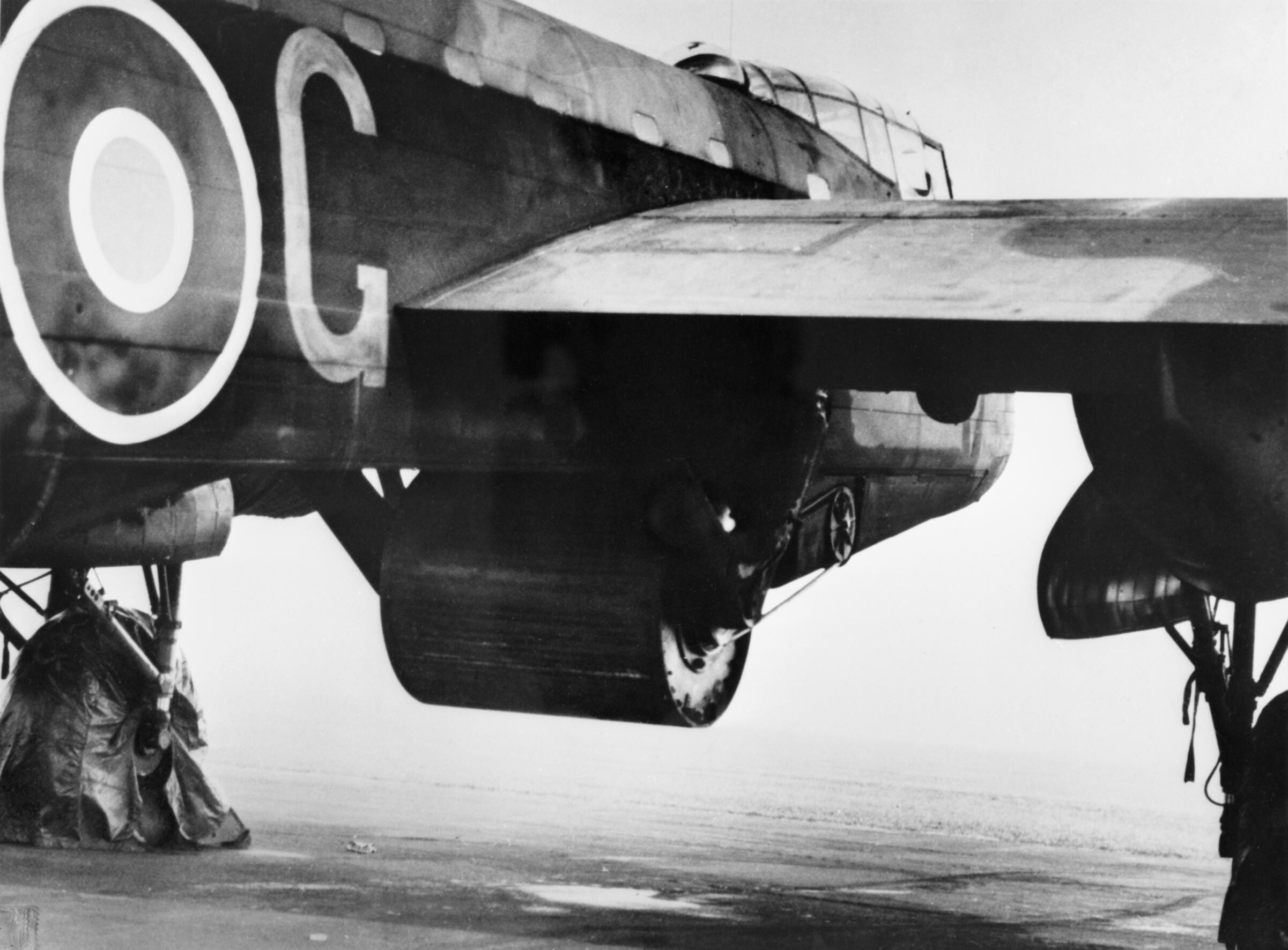
Rollbombe unter einer Avro Lancaster

Wallis hatte Mühe, mit seinen Ideen vorzudringen. Erst 1941 fand der Ingenieur Gehör bei der Air Force. Schon zuvor hatte es im Luftfahrtministerium erste Pläne zu einem Angriff auf die Talsperren gegeben. Dabei wurden verschiedene Möglichkeiten durchgespielt. Wallis legte 1942 einen detaillierten Plan vor, der in den zuständigen politischen und militärischen Kreisen Beachtung fand. Für den Befehlshaber der britischen Bomberflotte Arthur Harris standen die Flächenbombardements zunächst im Vordergrund. Dennoch wurde der Plan gebilligt, und es wurde die Operation Chastise gestartet. Ziel war es, die Wasserversorgung und damit mittelbar die Stromversorgung im Ruhrgebiet zu unterbrechen und damit die Rüstungsindustrie zu treffen. Nebenziele waren die Zerstörung von Infrastruktureinrichtungen und die Reduzierung des Wasserreservoirs für die Schifffahrt. Insbesondere mit der Lahmlegung der Ruhrindustrie hoffte man, den Krieg substantiell verkürzen zu können. Kein direktes Ziel war der Tod vieler Zivilisten. Dieser wurde aber für die übergeordneten Ziele stillschweigend mit in Kauf genommen.
Für das Ziel, die Talsperren anzugreifen, wurde im Frühjahr die No. 617 Squadron – genannt „Dambusters“ – unter dem Kommando von Guy Gibson aufgestellt. Es folgte ein intensives Training, waren doch exakte Vorgaben etwa in Hinblick auf die Fluggeschwindigkeit und die Höhe einzuhalten. Die Operation war ein Teil der als ersten Battle of the Ruhr bezeichneten Luftoffensive gegen Ruhrgebietsstädte wie Dortmund (4./5. Mai), Duisburg (12./13. Mai) oder Bochum (13./14. Mai).
Im Frühjahr 1943 wurde die Gegend um die Talsperre fast täglich durch Aufklärungsflugzeuge erkundet. Dies führte aber nicht dazu, die Sicherungsmaßnahmen zu verstärken. Voraussetzungen für einen Erfolg waren die durch das Frühjahrshochwasser gefüllte Talsperre und eine wolkenlose Vollmondnacht. Am Abend des 16. Mai 1943 starteten in Scampton in mehreren Wellen 19 Bomber vom Typ Avro Lancaster. Sie wurden von Begleitflugzeugen geschützt. Jede Maschine transportierte eine der Rollbomben. Ziel war die Zerstörung der Möhne-, Sorpe- und Edertalsperre. Einige Flugzeuge gingen durch Feindbeschuss oder aus anderen Gründen verloren. Die Maschinen kamen kurz nach Mitternacht in der Nähe des Sees an und sammelten sich über dem Arnsberger Wald.

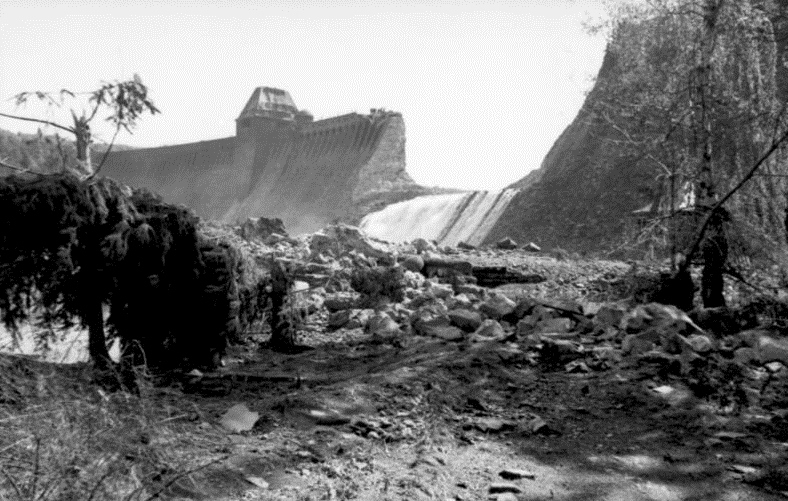
Die zerstörte Möhnetalsperre

Den ersten Angriff flog der Kommandant des Geschwaders, Guy Gibson, ohne Erfolg. Auf die Flugzeuge bei den folgenden Angriffen begann ein heftiges Flakfeuer. Das zweite Flugzeug wurde von der Flak getroffen, die ausgelöste Bombe sprang über die Sperrmauer und zerstörte das dort gelegene Elektrizitätswerk. Das Flugzeug selbst stürzte in der Nähe ab. Beim fünften Angriff war die Flak bis auf ein Geschütz nicht mehr in der Lage zu feuern. Die Bombe explodierte um 0:49 Uhr in der Mitte der Mauer und riss die Staumauer auf etwa 30 m Breite auf. Der Schaden vergrößerte sich schließlich auf 76 m Breite. Die Bomber zerstörten um 1:50 Uhr auch die Sperrmauer des Ederstausees. Der Angriff auf die Sorpetalsperre im weiteren Verlauf der Nacht führte nur zu geringfügigen Schäden.

## Verlauf

### Möhnetal

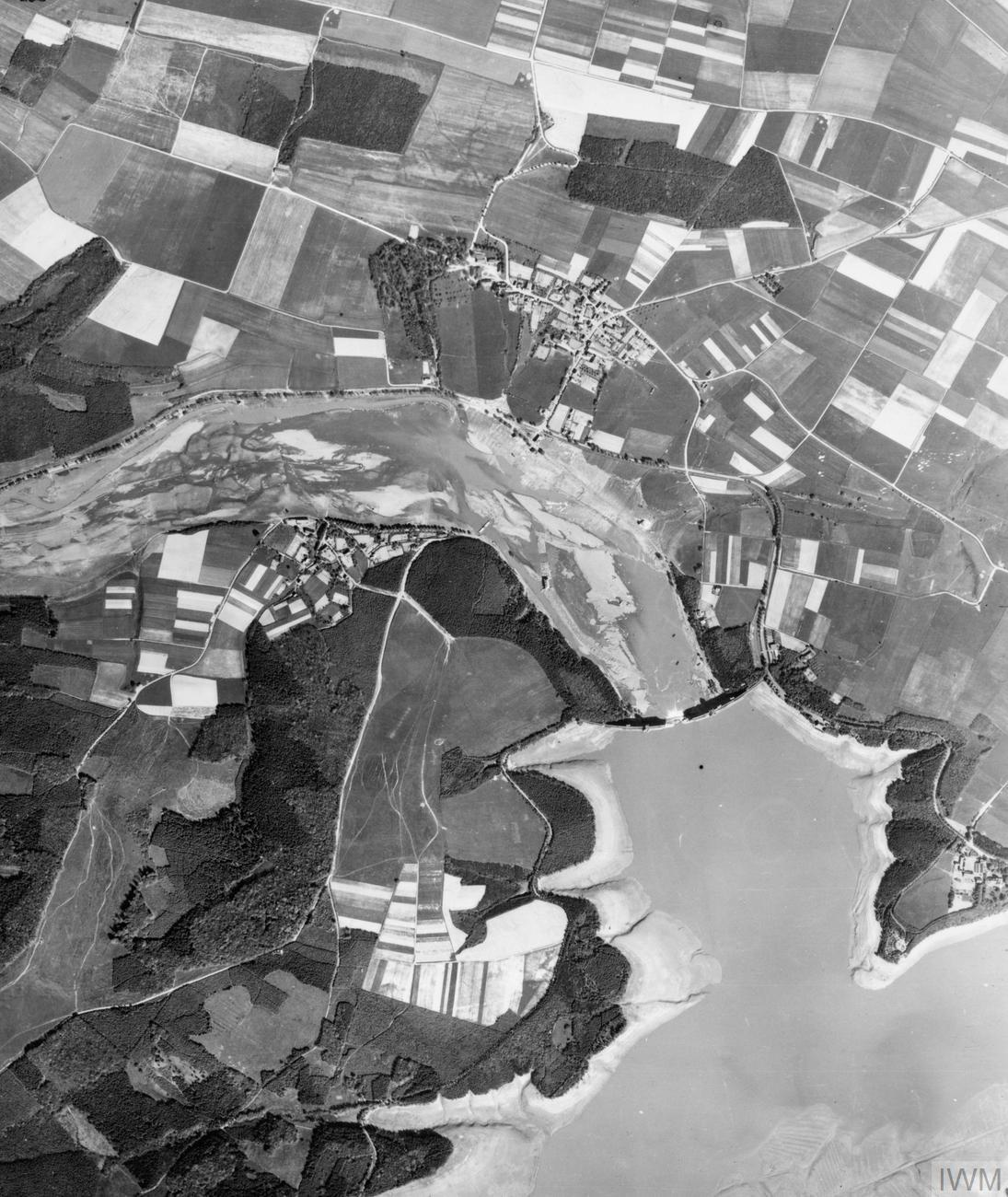
Luftbild von der Flut unmittelbar hinter der Sperrmauer

Unter extrem hohem Druck drängte das Wasser aus der Bresche im Staudamm. Die Flutwelle war etwa 12 m hoch und floss mit einer Geschwindigkeit von 20 bis 25 km/h zu Tal. Das Wasser erreichte zunächst die Ortschaft Günne, zerstörte Häuser und entwurzelte Bäume; Trümmer wurden mitgerissen. Aus der Möhnetalsperre selbst wurde ein Ausflugsschiff mitgerissen. Nach etwa fünf Kilometern erreichte die Flut das ehemalige Kloster Himmelpforten, das zu dieser Zeit ein Gutshof war. Der örtliche Pfarrer und einige Bewohner kamen ums Leben. Die Barockkirche konnte dem Druck einige Minuten widerstehen, ehe sie zusammenbrach. In Niederense wurden die im Tal gelegenen Teile des Ortes, der Bahnhof, ein Kraftwerk und ein Sägewerk zerstört. Die Wassermassen waren so stark, dass sie unterhalb des Ortes den Talboden so weit aufrissen, dass auf Dauer ein neuer See entstand (Naturstausee Niederense). Die Flutwelle war nun noch etwa 10 m hoch und riss Vieh, Bäume, Gestein und alles, was im Weg war, mit sich.

### Neheim
In Neheim hatte es in der Nacht Luftalarm gegeben. Viele Menschen gingen zum Schutz in die Keller und wurden dort teilweise von der Flut überrascht. Einige Einwohner hatten das Flakfeuer aus Richtung des Sees gehört. In der örtlichen Polizeiwache ging eine inoffizielle Warnung vor der Flutwelle ein, aber diese wie auch private Telefonate mit demselben Inhalt wurden nicht ernst genommen. In der Polizeiwache rief der besorgte Stadtbaumeister Kraft an, der fragte, ob die Gerüchte wahr seien, dass die Staumauer gebrochen sei. Der diensthabende Polizeileutnant antwortete: „… der bei der Möhnetalsperre bestehende Wachdienst hätte in einem solchen Fall der Ortspolizeibehörde melden müssen. Das ist aber nicht geschehen.“ Die Polizeihauptwache bei der Bezirksregierung in Arnsberg hatte auf Umwegen über Dienststellen der NSDAP die Nachricht von der Zerstörung von einem Sabotageabwehrtrupp erhalten. Erst als die Arnsberger Behörde um 0:50 Uhr in der Wache in Neheim anrief, versuchte man dort zu handeln. Aber inzwischen waren bereits 25 Minuten vergangen und damit wertvolle Zeit verloren gegangen.

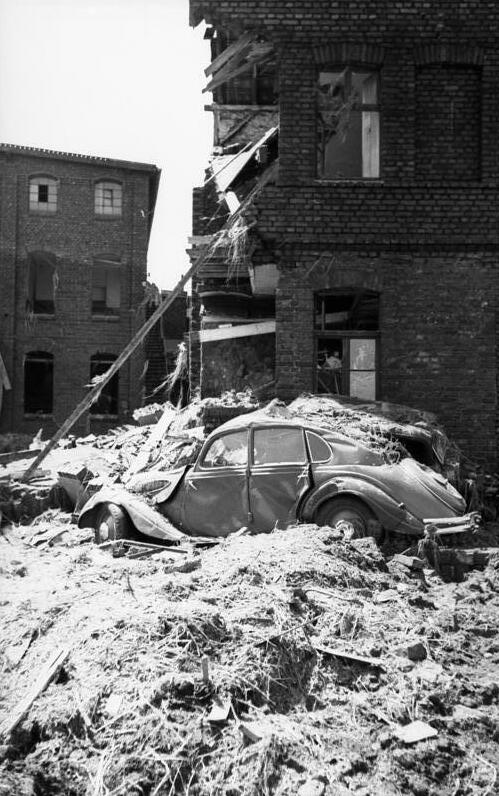
Zerstörtes Haus und Auto (BMW 326)

Daher traf die Flutwelle die Stadt weitgehend unvorbereitet. Die ersten Anzeichen waren ein Rauschen, das ähnlich wie ein Eisenbahnzug klang. Es wurden an verschiedenen Stellen Rufe laut: „Das Wasser kommt!“ Im Zwangsarbeiterlager Möhnewiesen kam Panik auf. Einige der sonst verschlossenen Baracken wurden geöffnet, andere blieben versperrt. Das Lagertor blieb aber verschlossen. Einigen Zwangsarbeiterinnen gelang es, die Zäune zu übersteigen. Von diesen konnte sich ein Teil auf höher gelegenes Gebiet retten, andere liefen in die falsche Richtung und kamen ums Leben.
Um 1:20 Uhr erreichte die Flut die Stadt. Im Tal wurden Hilferufe laut, und die Menschen versuchten, höher gelegene Teile der Stadt zu erreichen. Wem dies nicht gelang, kam in den Fluten um. Das Zwangsarbeiterinnenlager wurde vom Wasser erfasst. Für viele wurde es zur Todesfalle. Noch Kilometer entfernt in Herdringen waren die Verzweiflungsschreie der Eingeschlossenen zu hören. Einige der Baracken trieben eine Zeitlang auf dem Wasser, bis sie entweder untergingen oder an den Pfeilern der Möhnebrücke zerschellten. Vereinzelte Leichen der Zwangsarbeiterinnen wurden später im 40 Kilometer entfernten Schwerte gefunden.
Fabriken und Wohnhäuser wurden vom Wasser zerstört. Das Umspannwerk explodierte um 1:25 Uhr. Vor der Möhnebrücke staute sich alles auf, was von der Flut mitgerissen worden war. Dem Druck war die Stahlbetonbrücke nicht gewachsen und wurde ebenfalls zerstört. Von der Flut erfasst wurde auch die große Volkshalle. In einem Teil des Gebäudes waren französische Kriegsgefangene untergebracht. Dieser Bau mit den Kriegsgefangenen verschwand völlig. Die tonnenschweren Grabsteine des jüdischen Friedhofes wurden mitgerissen. Erst vor kurzer Zeit wurde durch Zufall der Grabstein von Noa Wolff wiederentdeckt und an seinem alten Standort wieder aufgestellt. Auch die Möhnepfortenbrücke wurde vom Wasserdruck zerstört.
Das Wasser ergoss sich jetzt ins Ruhrtal. Das meiste Wasser floss ruhrabwärts, aber es kam auch zu einer Aufstauung mehrere hundert Meter flussaufwärts. Das Wasser stieg in Neheim so weit an, dass es sogar in den Keller des deutlich über dem Tal gelegenen Rathauses drang und Teile des Stadtarchivs zerstörte. Bis zum Morgen hielt das Wasser den Höchststand, um danach langsam zu sinken.
Nach der Flut begann in Neheim die Suche nach Verletzten und die Bergung der Toten. Die teilweise unkenntlichen Leichen wurden in die Johanneskirche gebracht, um dort wenn möglich identifiziert zu werden. Die getöteten Zwangsarbeiterinnen und Zwangsarbeiter wurden in Massengräbern auf dem Möhnefriedhof beigesetzt. Verschiedene Organisationen der Wehrmacht, Feuerwehr, Technischen Nothilfe, Organisation Todt und auch von NS-Organisationen beteiligten sich in den ersten Tagen mit etwa 3000 Personen an den Hilfsmaßnahmen. Hinzu kam vor allem außerhalb der Stadt der Reichsarbeitsdienst. Feldküchen versorgten die Obdachlosen. Relativ rasch wurden Strom- und Wasserversorgung provisorisch wiederhergestellt.

### Augenzeugenbericht

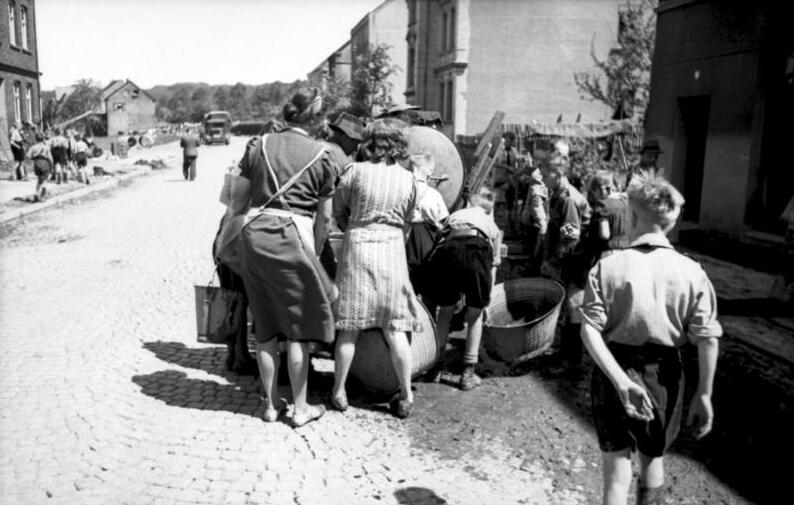
Provisorische Wasserversorgung im Katastrophengebiet

Pfarrer Hellmann berichtete Erzbischof Lorenz Jaeger in einem Schreiben vom 24. Mai 1943 über die Möhnekatastrophe:

„In der Nacht vom 16. auf den 17. Mai 1943 wurde um 23.50 Uhr Alarm gegeben, der bis um 5 Uhr dauerte. Etwa gegen 2.00 Uhr war in gar nicht großer Entfernung ein gewaltiger Einschlag, und ganz kurz darauf hörte man schon ein Schreien auf der Straße: ‚Die Möhnetalsperre ist getroffen‘ (etwa 12 km von Neheim entfernt). Wiederum nach kurzer Zeit wurde auf der Straße gerufen: ‚Aus den Kellern heraus, das Wasser kommt!‘. Und nun ging alles in überstürzter Eile. Ganz kurz hörte man ein furchtbares Rauschen so, als wenn eine Lokomotive ihren Dampf ablässt, nur in ganz gewaltigem Ausmaße. Immer mächtiger wurde das Rauschen, und schon bald kamen Leute mit dem, was sie gerade fassen konnten, aus ihren Häusern, um in die Berge zu eilen. Die Angst steigerte sich noch, weil die feindlichen Flugzeuge über den Flüchtenden kreisten. Das Wasser war so schnell über die einzelnen Wohnungen gekommen, daß die Leute, die an der Möhne wohnten, zum großen Teil von den Fluten fort gespült wurden. Das Wasser stieg schnell 10, 12 Meter hoch und noch höher. Da auch das Elektrizitätswerk überflutet war, brannte kein Licht mehr. Die Telefonleitungen waren zerrissen. Die Wasserleitungen gaben kein Wasser mehr. Die neue große steinerne Brücke, die nach Werl führte, war bald fortgerissen und liegt jetzt tief unten auf den Ruhrwiesen vor Voßwinkel; ebenso eine andere Brücke, deren eiserne Geländer im Ohl, dem westlichen Stadtteil Neheims, liegen. Die Möhne selbst war so breit und groß geworden, dass sie dem Rhein glich und das ganze Tal als gewaltigen Strom durchflutete. Menschen, Tiere, Bäume, Möbel, Kessel aus den Fabriken letztere  an der Möhne waren völlig überschwemmt – wurden von den Fluten mit fortgerissen. – Im Möhnetal waren für einige tausend Ausländer Baracken gebaut, die wie Spielzeughäuser von den Wogen fortgerissen wurden. Zum Teil wurden mit den Baracken auch die Bewohner fort getragen. Eine dieser Baracken brach auseinander und sämtliche Insassen ertranken. – Mehr als 30 Häuser – größtenteils 2- und 3- und mehrstöckige massive Bauten – wurden von den Fluten mitgerissen. Es war ein grausiger Anblick am anderen Morgen, die Zerstörungen anzusehen, die diese furchtbare Wasserkatastrophe angerichtet hatte und schrecklich faßte es einen ans Herz, wenn man sah und miterleben musste, wie der Mann nach seiner Frau, die Kinder nach ihren Eltern, der Bruder nach der Schwester riefen.“

### Ruhrtal

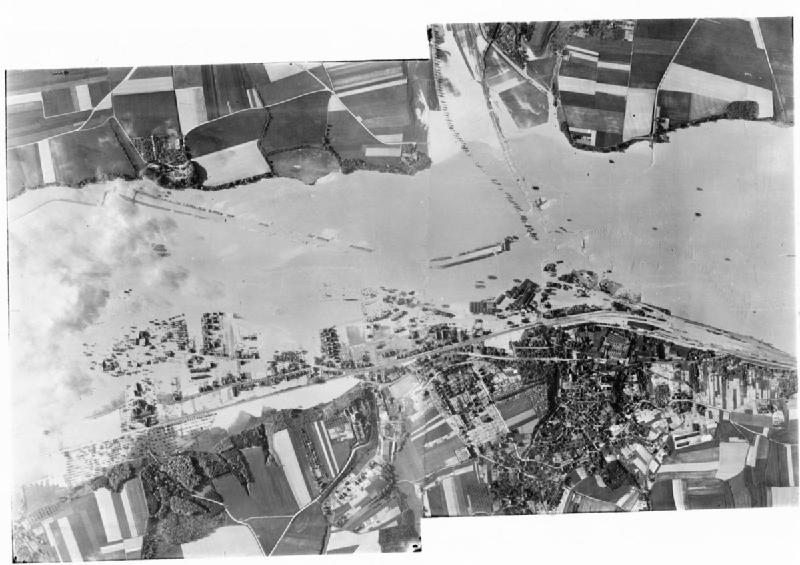
Die Ruhr bei Fröndenberg-Bösperde

Die Ruhr hatte auch unterhalb von Neheim in Wickede, Fröndenberg und Hagen noch erhebliche Zerstörungen angerichtet und Menschenleben gekostet. Erst bei Hattingen nahm die Kraft der Flut deutlich ab. Noch in Essen-Steele forderte die Flut Todesopfer.
In Wickede kam das Wasser etwa um 2 Uhr an. Die Stadt wurde völlig überflutet und etwa zwanzig Häuser sowie die neue massiv gebaute Ruhrbrücke wurden zerstört. Dort kam die offizielle Warnung der Leitstelle zu spät, obwohl seit der Zerstörung der Sperrmauer etwa 1,5 Stunden vergangen waren. Mit 188 Toten war der Ort gemessen an der Einwohnerzahl die am schwersten betroffene Gemeinde. Von der Flut geschädigt wurden etwa 1200 Einwohner, und es gab 900 Obdachlose.
Die Flut erreichte Fröndenberg etwa gegen 3 Uhr. Schon eine Stunde zuvor war aus Richtung Wickede das Brausen des Wassers zu hören. Auch kam die Warnung rechtzeitig an. Dort wurden Melder von der Hitlerjugend losgeschickt, um die Menschen im Gefahrenbereich zu warnen. Die Feuersirenen gaben Alarm. Aber es gab kein spezielles Signal für eine Wassergefahr. Die Melder berichteten später, dass es schwierig gewesen sei, die Menschen zum Verlassen der Luftschutzkeller zu bewegen. Als sich herumsprach, was passiert war, glaubte man nur an ein Hochwasser, rechnete aber nicht mit einer noch immer 4 m hohen Flutwelle. Ohne Ahnung, wie stark die Flut sein würde, gingen Menschen an die Ruhr, um sich das Wasser anzusehen. Sie wurden mitgerissen.
Flussabwärts in Schwerte, etwa fünfzig Kilometer von der Staumauer entfernt, kam die Flut gegen 5:15 Uhr an. Die Menschen in den gefährdeten Teilen der Stadt waren gegen 3 Uhr gewarnt worden. Allerdings war nur allgemein von Hochwassergefahr die Rede, ohne dass die Ursache genannt wurde. In einigen Straßen stand das Wasser mit dem Treibgut noch haushoch in der Altstadt. Einige ahnungslose Menschen kamen dort ums Leben.
In Herdecke wurde der Eisenbahnviadukt durch das Treibgut stark beschädigt, und ein Pfeiler stürzte ein. Ein vollbesetzter Personenzug konnte noch kurz vorher anhalten. Zerstörungen, wenn auch weniger katastrophal im Vergleich mit den Orten flussaufwärts, gab es auch bei Witten. In Hattingen starb ein Helfer, als er ein Opfer retten wollte. Am Ort erlitten noch 289 Menschen wirtschaftliche Schäden an ihren Häusern.

## Opfer und Schäden

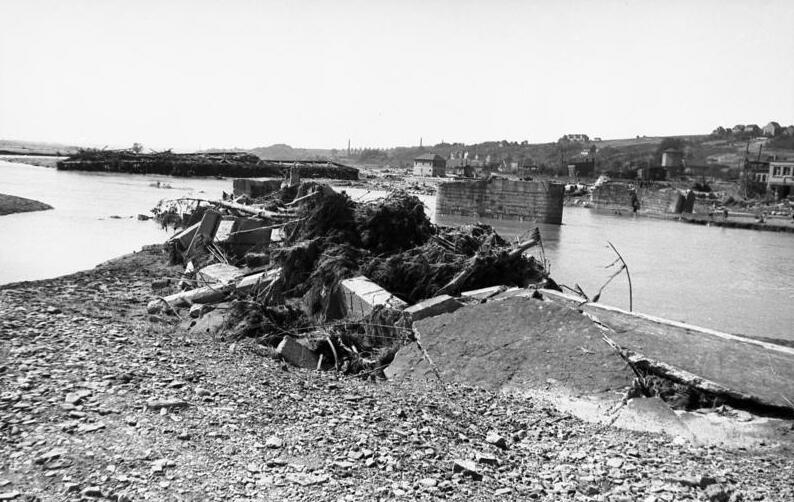
Zerstörte Brücke

Es starben beim Hinflug, Angriff und Rückflug 54 Angehörige der Royal Air Force. Die Gesamtzahl der Opfer der Flutkatastrophe ist nicht gesichert, da viele Leichen nicht gefunden wurden. Besonders unsicher ist die Zahl der getöteten Zwangsarbeiterinnen, weil deren genaue Anzahl im Lager nicht bekannt ist. Bei Himmelpforten kamen 25 Menschen ums Leben. In Neheim starben 859 Personen, darunter 147 Deutsche und 712 Ausländer. In Wickede starben 118, in Fröndenberg 21 Menschen und in Hattingen eine Person. Die Gesamtzahl liegt danach bei mindestens 1348. Andere Zahlen, die von der Gauleitung Westfalen-Süd offiziell herausgegeben und in der Presse veröffentlicht wurden, verweisen auf 1579 Opfer, darunter 1020 Zwangsarbeiter und Kriegsgefangene.
Die materiellen Zerstörungen waren beträchtlich. Auch die dazu existierenden Zahlen sind unsicher. Zu beachten ist, dass sowohl völlig zerstörte als auch mehr oder weniger beschädigte Häuser und Anlagen gezählt wurden. Genannt werden 1000 Häuser, 120 Fabriken, 30 Bauernhöfe, neun Eisenbahnbrücken, 37 Straßenbrücken, Kraftwerke, Wasserwerke und ähnliche Infrastruktureinrichtungen. Hinzu kamen zahlreiche getötete Weidetiere. Mittelschwer beschädigt oder völlig zerstört wurden 480 Wohnhäuser und 50 Fabriken. Der Neheimer Bürgermeister Reinhold Löffler berichtete, dass 1000 Menschen in Neheim obdachlos geworden seien. Die Wohnungen von weiteren 5000 Menschen seien mehr oder weniger beschädigt gewesen.
Zwar kam es in Teilen der Ruhrindustrie wie auch im oberen Ruhr- und Möhnetal zu Produktionsausfällen, aber die Industrie im Ruhrgebiet wurde nicht substantiell beeinträchtigt. Bis Ende Juli waren die Probleme beseitigt. Ein Grund für die relativ rasche Erholung war, dass die Briten die Bedeutung der Möhnetalsperre für die Wasserversorgung des Ruhrgebiets überschätzt hatten. Diese wurde nicht dauerhaft beeinträchtigt. Dabei spielte auch eine Rolle, dass die Sorpetalsperre nicht zerstört wurde. Selbst die Produktionseinschränkungen in den direkt betroffenen Gebieten waren nur vorübergehend. Auch die schwer zerstörten Fabriken in Neheim wie Kaiser-Leuchten, Brökelmann, Jäger und Busse, F.W. Brökelmann und andere nahmen nach kurzer Zeit die Produktion wieder auf. Deutlich nachhaltiger getroffen wurde die Herstellung von Ketten im Ruhrtal. Etwa 45 % der gesamtdeutschen Produktion fielen für längere Zeit aus. Die Folgen des Angriffs wogen umso schwerer, weil kurz zuvor in einer Angriffsserie mehrere Ruhrgebietsstädte bombardiert worden waren, was den Wiederaufbau und damit die Wiederaufnahme der Produktion in kriegswichtigen Bereichen insgesamt erschwerte. Insofern hatte der Angriff zusammen mit den Bombenangriffen auf das Revier indirekt doch die Rüstungswirtschaft getroffen. Dies war ein Grund, weswegen Albert Speer einen „Ruhrstab“ für die Koordination des Wiederaufbaus und die Planung eines besseren Schutzes für das Industriegebiet installierte.
Der Möhnestaudamm wurde von der Organisation Todt innerhalb weniger Monate wieder aufgebaut. 2000 bis 4000 meist ausländische Arbeiter besserten in drei Schichten den Schaden aus. Bereits am 3. Oktober 1943 war die Anlage wiederhergestellt. Aber es gab durchaus indirekte negative Auswirkungen für die deutsche Seite. Reparatur und Neubau von Anlagen und die Beseitigung der Wasserschäden banden zahlreiche Arbeitskräfte. Für die Arbeiten wurde viel Material benötigt, und es entstanden entsprechend hohe Kosten. Tausende eingesetzte Zwangsarbeiter, Kriegsgefangene und andere Arbeitskräfte fehlten andernorts, um dort Schäden in den bombardierten Städten und in der Ruhrindustrie zu beheben. Die Heranziehung der Organisation Todt aus den besetzten Gebieten bedeutete, dass etwa vom Bau des Atlantikwalls Arbeitskräfte abgezogen wurden. Eine Folge des Angriffs war ein verbesserter Flakschutz nicht nur für die Möhne, sondern auch für Kraftwerke und wassertechnische Anlagen insgesamt. Unmittelbar nach der Zerstörung wurden die Sauerländer Talsperren mit 8,8-cm-Flak, Fesselballonen, Scheinwerfern und Nebelanlagen gesichert.

## Reaktionen im Reich

Propaganda-Artikel über die Talsperren-Bombardierung

Nach einer Besichtigung der Schäden schrieb der westfälische Landeshauptmann Karl-Friedrich Kolbow am 19. Mai 1943 an den Ministerialdirektor im Reichsministerium für die besetzten Ostgebiete, Ludwig Runte: „Die Zerstörung der Möhnetalsperre übersteigt alle Vorstellungen. Das untere Möhnetal und das Ruhrtal zwischen Neheim und Hengsteysee ist völlig zerstört. Wie oft hat die Menschheit schon solche fürchterlichen Rückschläge aus ihrer technischen Tätigkeit erleben müssen! Niemand hätte im Jahre 1911 bei der Fertigstellung der Möhnetalsperre geglaubt, dass sie der Heimat mehr Unheil als Segen bringen würde.“ Starke Beachtung fanden die Vorgänge bei Joseph Goebbels, der auf das Thema in seinen Tagebüchern mehrfach zurückkam. Am 18. Mai berichtete er über die ersten Katastrophenmeldungen und schloss: „Der Führer ist über die mangelnde Vorbereitung seitens unserer Luftwaffe außerordentlich ungeduldig und böse.“ Am 19. Mai gab er sich zwar erleichtert, dass die Schäden nicht so groß waren wie anfangs befürchtet. Weil die ausländische Presse die Zerstörung als großen Erfolg feierte, sah sich Goebbels genötigt, selbst eine knappe Erklärung zu den Verlusten an Menschenleben und Sachschäden herauszugeben, um dem entgegenzuwirken. Gleichzeitig war er überzeugt davon, dass im „Reichsgebiet selbst Verrat am Werke“ war, weil er sich nicht vorstellen konnte, wie die Briten so genau orientiert sein konnten. Rüstungsminister Albert Speer reiste in das zerstörte Gebiet, um sich ein Bild von der Lage zu machen und Anweisungen für den Wiederaufbau zu geben. Am 20. Mai berichtete Goebbels über den Bericht Speers vom Besuch im Katastrophengebiet und dessen ersten Maßnahmen zum Wiederaufbau: „trifft gleich die richtigen Maßnahmen und schreckt auch nicht vor diktatorischen Regelungen zurück, wenn sie der Sache dienen. Der Führer hat ihm absolute Vollmachten gegeben, und er hat sie auch weidlich ausgenutzt.“
Aus Sorge um die Stimmung in der Bevölkerung war der unbefugte Zutritt in das betroffene Gebiet ebenso wie Film- oder Fotoaufnahmen verboten. Geheimhaltung und rascher Wiederaufbau sollten dazu beitragen, mögliche negative Auswirkungen auf die Kriegsmoral zu begrenzen. Die gleichgeschaltete Presse versuchte zunächst, die Angelegenheit herunterzuspielen. „Schwache britische Fliegerkräfte drangen in der vergangenen Nacht ins Reichsgebiet ein und warfen an einigen Orten eine geringe Anzahl von Sprengbomben. Es wurden zwei Talsperren beschädigt und durch den eintretenden Wassersturz schwere Verluste unter der Zivilbevölkerung hervorgerufen. Acht der angreifenden Flugzeuge wurden abgeschossen, neun weitere feindliche Flugzeuge über den besetzten feindlichen Westgebieten vernichtet, darunter eins durch Truppen des Heeres.“ Namen der betroffenen Talsperren wurden nicht genannt. Ausländischen Berichterstattern wurde kein Zutritt in die betroffenen Gebiete erlaubt. Die Gaupresseämter wurden angewiesen, nicht über die Katastrophe zu berichten. Nach den Meldungen von SD und SS waren Gerüchte von bis zu 30.000 Todesopfern im Umlauf. Vor diesem Hintergrund schien es nötig, mit Presseberichten gegenzusteuern. Am 19. Mai berichtete das Deutsche Nachrichtenbüro beruhigend, dass die Zahl der Toten geringer sei als angenommen und bei 370 Deutschen und 341 Kriegsgefangenen liege. In Neheim wurde sorgfältig darauf geachtet, dass nicht zu viele Todesanzeigen erschienen. Es waren für Wochen nur vier Anzeigen von Todesopfern pro Ausgabe erlaubt. In der Stadt organisierte die NSDAP Kundgebungen und einen Trauerakt auf dem Möhnefriedhof. In der Presse wurde nicht erwähnt, dass nach der Parteiveranstaltung die kirchliche Trauerfeier stattfand. Während dieser kam das falsche Gerücht auf, dass auch die Sorpetalsperre zerstört worden sei, was eine Panik auslöste.
Die Propaganda brachte eine angebliche britische Pressemeldung, wonach ein emigrierter Jude die Briten auf die Ziele aufmerksam gemacht hätte. Nicht ganz klar ist, ob es sich dabei um eine tatsächliche Fehlmeldung handelte oder ob das Propagandaministerium die Meldung fingierte. Jedenfalls nutzte Goebbels den Bericht zur Einleitung einer antisemitischen Kampagne aus. In der deutschen Presse wurde gemeldet, dass der „wahre Urheber der Katastrophe entlarvt worden sei“. Die Zeitungen titelten: „Juden Urheber der Talsperren-Bombardierung“. Wie der SD mitteilte, wurde diesen Meldungen in der Bevölkerung allerdings wenig Glauben geschenkt.

## Rezeption und Gedenken

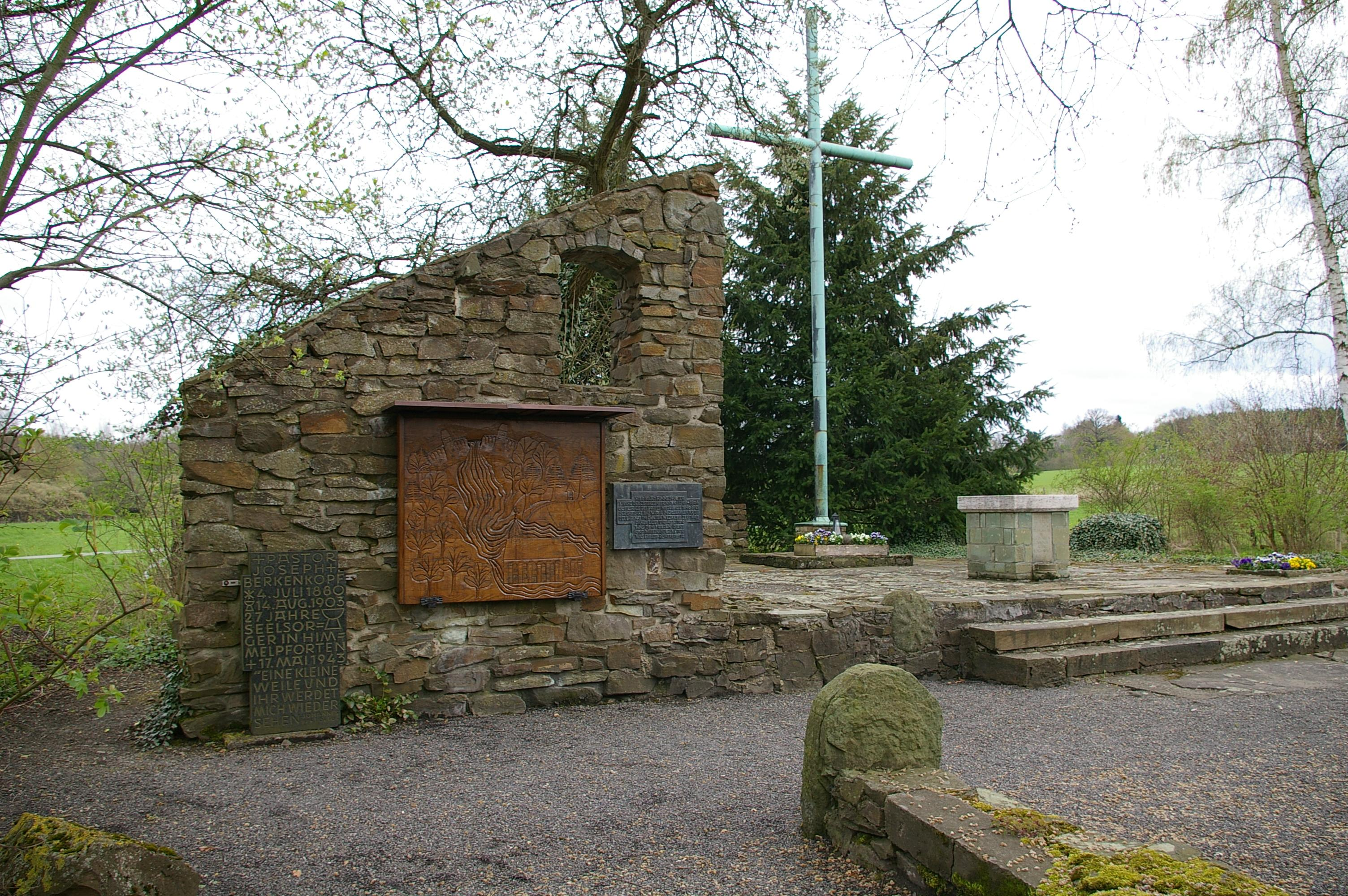
Denkmal am ehemaligen Kloster Himmelpforten

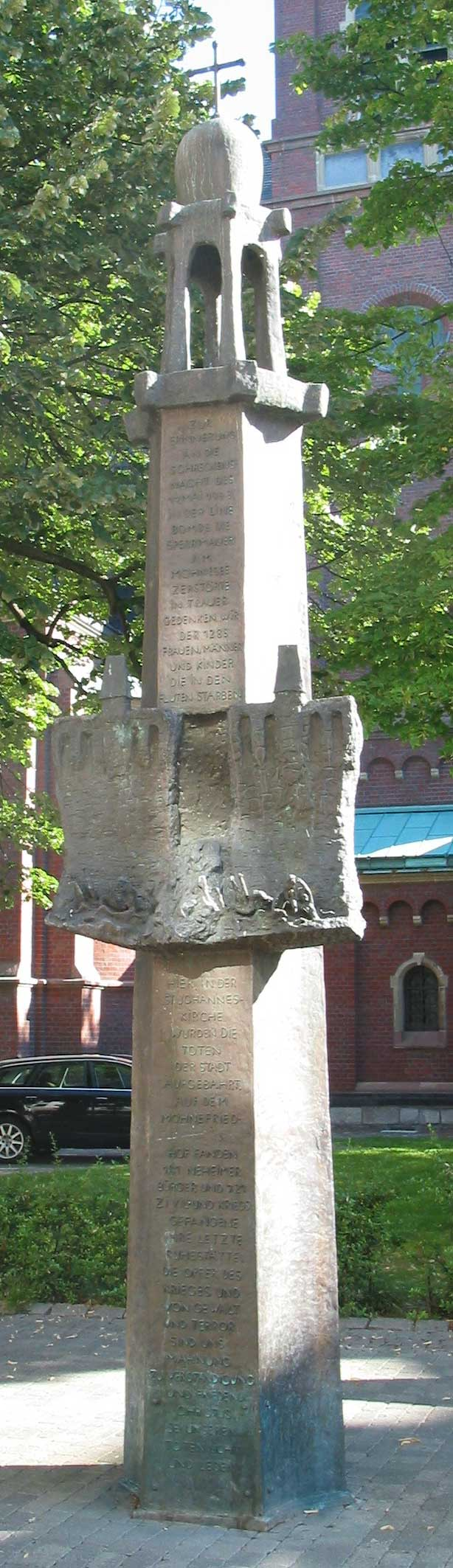
Totenstele in Neheim zum Gedenken an die Opfer

Obwohl die Möhnekatastrophe verglichen etwa mit dem Bombenkrieg in den Großstädten mit Tausenden von Toten deutlich weniger Opfer kostete, blieben der Angriff und die Folgen sowohl in Großbritannien wie auch in Deutschland in der Erinnerung präsent. Es gibt englischsprachige Bücher und es wurden Spiel- und Dokumentarfilme gedreht. Ein Großteil davon beschäftigt sich freilich hauptsächlich mit dem militärischen Aspekt. 1984 wurde auch ein Computerspiel namens The Dam Busters für den Commodore 64 veröffentlicht.
Lokalgeschichtlich wurde das Thema erstmals 1969 von Fritz Schumacher bearbeitet. Helmuth Euler, ein Heimatforscher aus Werl, veröffentlichte 1975 erstmals sein Buch Als Deutschlands Dämme brachen. Trotz methodischer und inhaltlicher Mängel – insbesondere was die historiographische Einordnung betrifft – ist das Buch hinsichtlich der Fakten noch immer von Bedeutung. Der Autor hat das Thema in weiteren Büchern weiter verfolgt. Eine wissenschaftliche deutschsprachige Studie zum Angriff und zur Möhnekatastrophe fehlt.
Insbesondere in den betroffenen Gebieten steht das Gedenken an die Opfer im Mittelpunkt. In Ausstellungen und Gedenkveranstaltungen wird an den Jahrestagen regelmäßig an das Ereignis erinnert. So sprach am 70. Jahrestag im Jahr 2013 der britische Botschafter Simon McDonald auf der Gedenkveranstaltung in Neheim. Die Ruine des Klosters Himmelpforten ist eine Gedenkstätte, weitere Gedenkstätten gibt es in der Pfarrkirche in Niederense, auf dem Möhnefriedhof und an der Johanneskirche in Neheim, in Wickede, Fröndenberg und Schwerte. In Günne erinnert eine von den Gebrüdern Winkelmann in der Pfarrkirche St. Antonius erstellte Holzstele sowie eine Gedenktafel auf dem Ehrenmal an die Opfer der Möhnekatastrophe aus Günne. Am 17. Mai 2015 wurde eine zentrale Gedenkstätte für alle Opfer der Möhnekatastrophe an der Talsperre eingeweiht. Diese wurde vom Heimatverein Möhnesee initiiert und errichtet. Unterstützt wurde der Bau vom Ruhrverband sowie zahlreichen Spendern. In der Vergangenheit konzentrierte sich das Gedenken vornehmlich auf die deutschen Opfer, während die Zwangsarbeiter eher vernachlässigt wurden. Dies hat sich erst in den letzten Jahren allmählich geändert.

## Filme
- Geheimnis Möhnetalsperre. WDR-Film von Luzia Schmid (24. Januar 2014, 20:15 Uhr)
- Die Serie Secrets from above von National Geographic widmet der Katastrophe eine ganze Folge (Folge 4, Titel: „Dambusters“).